# 고토 스미하루
고토 스미하루(일본어: 五島純玄, 에이로쿠 5년(1562년) ~ 분로쿠 3년 음력 7월 28일(1594년 9월 12일))는 센고쿠 시대부터 아즈치모모야마 시대의 다이묘이다. 고토 가문(五島氏)의 20대 당주이다.
에이로쿠 5년(1562년), 히젠국 우쿠시마(宇久島)의 에가와 성주(江川城主)였던 19대 당주 우쿠 스미타카(宇久純尭)의 맏아들로 태어났다. 당초 우쿠 성을 칭하였으나, 스미하루의 대에 이르러 고토성을 칭하게 되었다. 덴쇼 15년(1587년) 음력 8월 26일, 아버지의 사망으로 가독을 이었다. 그해 도요토미 히데요시에게 신종하여 규슈 평정에 협력한 공로로, 소령을 안도받았다.
분로쿠 원년(1592년)부터 시작된 임진왜란에 참가하였으나, 출진 중이었던 분로쿠 3년(1594년) 음력 7월 28일에 천연두로 병사했다. 가독은 숙부 고토 하루마사가 상속하였다.